# Citizens!
Citizens! est un groupe de pop rock britannique, originaire de Londres, en Angleterre. Le groupe comprend Tom Burke (chant), Thom Rhoades (guitare), Martyn Richmond (basse), Lawrence Diamond (claviers) et Mike Evans (batterie). Leur premier album, Here We Are, est publié par Kitsuné le 28 mai 2012 au Royaume-Uni et en Europe et le 9 octobre 2012 en Amérique du Nord.

## Biographie
Tom Burke, chanteur du groupe, raconte ainsi la formation du groupe : « Tout s’est passé lors d’une soirée. Il était très tard, on était tous un peu bourrés et on s’engueulait sur quel morceau passer. Certains voulaient mettre Kanye West, d’autres Suicide. On s’est rendu compte qu’on n’avait pas du tout les mêmes goûts mais qu’on s’entendait bien. C’est là qu’on s’est dit qu’on pourrait réunir toutes nos envies, toutes nos influences dans un groupe et faire de la pop comme on l’entendait. »
Le groupe est découvert par Kitsuné, qui les a publiés malgré l'apparente orientation électro du magazine. Ils sont produits par Alex Kapranos, leader du groupe Franz Ferdinand, qu'ils ont rencontré ainsi : « Il a reçu une de nos demos via un ami commun. La première fois qu’on s’est rencontrés, c’était seulement pour boire un verre. Et puis on s’est vite rendu compte qu’il avait exactement compris ce que l’on voulait faire. Alex n’a cessé de nous lancer des défis, de nous pousser dans nos retranchements. Il était assez dur avec nous. Il nous demandait de justifier toutes nos décisions. Il a mis beaucoup d’énergie dans l’enregistrement de l’album. »
Le single True Romance sort fin 2011, puis le single Reptile sort le 13 février 2012. Un remix du single True Romance par Gigamesh, est utilisé dans une publicité pour le magazine Grazia. En France, leur single est utilisé dans la publicité de Sodebo. Leur premier album, Here We Are,  sort le 28 mai 2012. Ils entament ensuite une série de concerts, d'abord en Angleterre puis dans toute l'Europe, notamment en Allemagne, Suède, Serbie et France, en passant par le festival de Montreux en Suisse. En France, leur reprise de Feeling Good est utilisée dans une publicité pour Sosh début 2014.
Après une longue tournée mondiale, le groupe confirme sur Twitter en avril 2013 travailler sur un deuxième album. Ce second album est intitulé European Soul, et publié le 13 avril 2015. Son lancement est soutenu par une tournée européenne de deux mois.
Après un clip vidéo illustrant le morceau Fade Out mis en ligne sur YouTube en octobre 2016, le groupe se sépare. Les pages Instagram, Facebook, Twitter, Soundcloud ne sont plus alimentées et le site internet officiel est supprimé. Mike Evans poursuit une carrière solo sous le pseudonyme Jaeva, et prépare un album prévu pour 2018.

## Style musical
Les membres du groupe affirment sans ambages leur volonté de faire de la pop : « Pop n'est pas un gros mot, c'est un mot sacré. » Pourtant, ils cherchent frénétiquement à ne pas tomber dans du déjà-vu. Ils veulent faire danser, comme les Franz Ferdinand font danser, mais ils veulent produire du nouveau. Ils se sont donc fixés deux règles essentielles : ne pas utiliser de filtres en studio pour leurs voix, et ne pas tirer des idées d'une autre chanson.
Ainsi, un morceau sombre comme le tube True Romance montre que le groupe n'a pas seulement la volonté de faire danser dans les clubs du monde entier, il se donne également comme objectif une recherche musicale, une recherche de nouveauté, dans une pop très codifiée, qui laisse pourtant peu de place aux innovations. Leur objectif est donc ambitieux, mais, d'après une partie de la presse française, il serait en passe d'être atteint,.

## Discographie

### Albums studio
- 2012 : Here We Are
- 2015 : European Soul

### Singles
- 2012 : True Romance
- 2012 : Reptile